# Evangelische Pfarrkirche Gaishorn

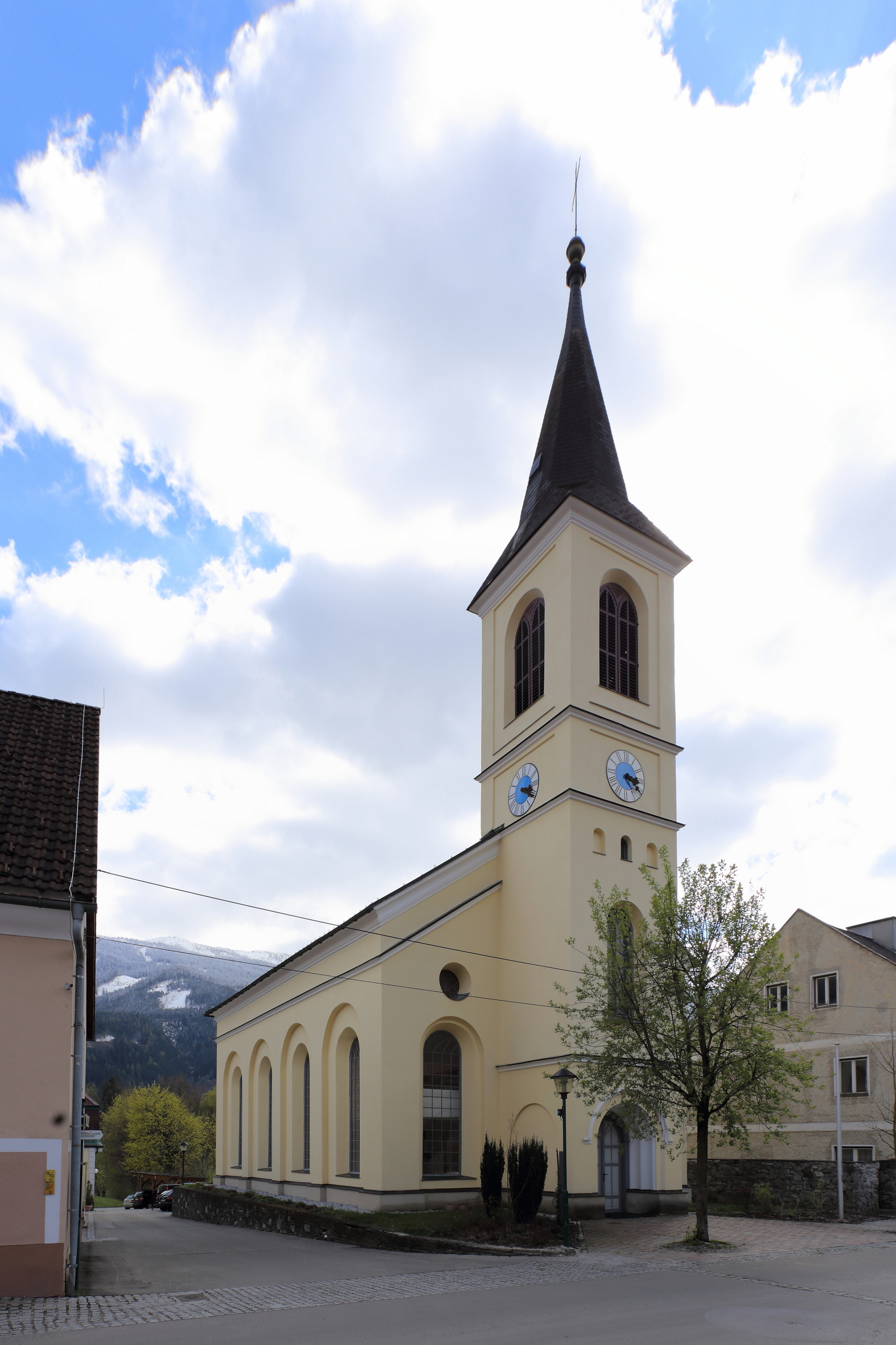
Evangelische Pfarrkirche in Gaishorn am See

Die Evangelische Pfarrkirche Gaishorn, auch Friedenskirche, steht in der Marktgemeinde Gaishorn am See im Bezirk Liezen in der Steiermark. Die evangelisch-lutherische Pfarrkirche gehört zur Evangelischen Superintendentur A. B. Steiermark der Evangelischen Kirche A.B. in Österreich. Die Kirche steht unter Denkmalschutz (Listeneintrag).

## Geschichte
Die evangelische Kirchengemeinde in Gaishorn wurde 1821 als Filialgemeinde von Wald am Schoberpass gegründet, die Erlaubnis zur Errichtung eines eigenen Bethauses wurde jedoch wegen der geringen Zahl an Evangelischen nicht erteilt, so dass in der Folgezeit unterschiedliche Räumlichkeiten angemietet werden mussten. Von 1845 bis 1868 bestand eine evangelische Schule in Gaishorn.
1872 begannen die Arbeiten zum Bau einer eigenen Kirche, für die der Liezener Straßenbaumeister Karl Ganzenberg die Pläne lieferte. Aus finanziellen Gründen musste jedoch die Bauausführung immer wieder unterbrochen werden. Nach der vorübergehenden Einstellung der Bauarbeiten 1877 ermöglichte erst eine namhafte Spende des deutschen Kaisers Wilhelm I. Weiterbau und Vollendung der Kirche. 1948 wurde sie zur Pfarrkirche erhoben.

## Architektur
Der Kirchenbau ist ein einfacher, im Rundbogenstil, einer freien Kombination von klassischen wie mittelalterlichen Formenelementen, errichteter Saalraum mit rundbogigen Fenstern unter Rundbogenblenden. Der Kirchenraum ist mit einer flachen Segmenttonne gewölbt. Durch Schrägstellung der Seiten des Chorraums entsteht eine perspektivische Wirkung. „Damit wird eine sehr dynamische Raumwirkung erzielt, welche die Kirche zu einem kleinen architektonischen Juwel macht.“ Der Hauptfront ist der von einer achtseitigen Helmpyramide bekrönte Turm mit dem Hauptportal vorgestellt.

## Einrichtung
Die liturgische Einrichtung der Kirche stammt aus der Bauzeit. Auf dem in barocken Formen gehaltenen Altar ist eine Kopie des Gemäldes Jesus sei mit Euch (Nach dem Grußwort des Apostels Paulus: „Die Gnade unseres Herrn Jesus Christus sei mit euch allen“, 2 Thess 3,18 ) des Münchener Malers Waldemar Kolmsperger in der Friedenskirche zu Bremen angebracht.
Die Gemeinde erhielt 1846 für ihren Betsaal das kleine Positiv mit vier Registern aus der Evangelischen Kirche Wald am Schoberpaß. Die heutige Orgel mit sieben Registern baute 1884 Carl Billich.